# SMR
SMR (en inglés Signal to Mask Ratio) es la relación señal a máscara, medida de la potencia de la señal respecto a la del nivel de la máscara utilizada en codificación sub-banda. Se calcula como el cociente entre la máxima energía de la señal y el umbral de enmascaramiento global. Este último que se compara con el máximo nivel de señal para una subbanda produciendo esta relación, el SMR.
El modelo psicoacústico utiliza una  FFT (Fast Fourier Transform) para obtener información espectral detallada de la señal. El resultado de la aplicación de la FFT se utiliza para determinar los enmascaramientos en la señal, cada uno de los cuales produce un nivel de enmascaramiento, según la frecuencia, intensidad y tono. Para cada subbanda, los niveles individuales se combinan y forman uno global, que se compara con el máximo nivel de señal en la banda, produciendo el SMR que se introduce en el cuantificador, que es el siguiente bloque dentro del sistema de codificación.
El SMR es el parámetro de entrada al bloque de cuantificación en un codificador psicoacústico. En este bloque primero se examinan las muestras de cada subbanda, encontrando el valor máximo absoluto de estas muestras y realizando la cuantificación en 6 bits (Factor de escala en subbanda). Luego se determina la repartición de bits en cada subbanda minimizando el NMR (noise-to-mask ratio) total con respecto a los bits repartidos para cada subbanda. Es posible que algunas subbandas con un gran enmascaramiento terminen con cero bits, es decir, no se codificará ninguna muestra. El objetivo de este proceso es satisfacer simultáneamente los requisitos de tasa de bits y enmascaramiento. Normalmente se realiza a 48kHZ, para cada trama de 8ms, aunque también se puede realizar a otras frecuencias lo cual variará la longitud de la trama.